# Falsa Cruz

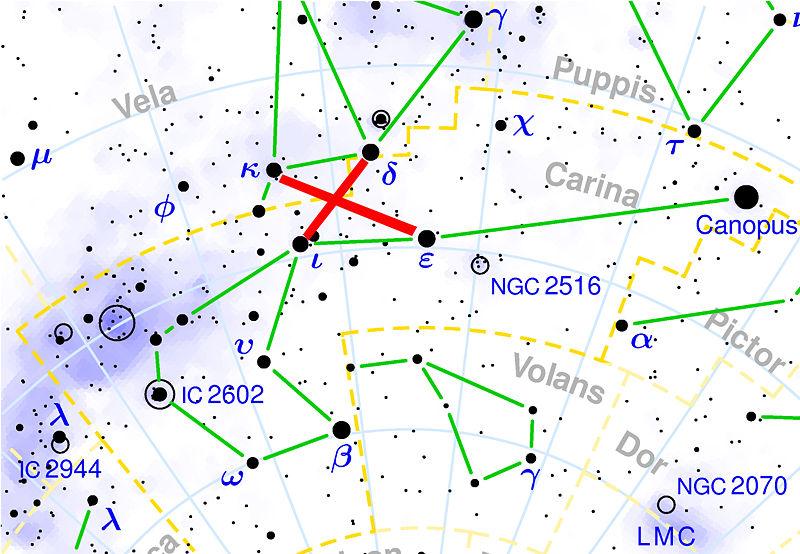
Asterismo de la Falsa Cruz.

La Falsa Cruz es un asterismo visible en el hemisferio austral que se encuentra entre las constelaciones de Vela y Carina, ambas parte de la antigua Argo Navis.
Su nombre proviene del hecho de que la Falsa Cruz es confundida en ocasiones con la constelación de la Cruz del Sur (Crux), la cual es más pequeña y luminosa; esta confusión se ve favorecida por el hecho de que ambos grupos de estrellas se encuentran a una declinación similar, tienen una orientación casi igual, y se hallan a poca distancia en el cielo.

## Observación
El asterismo se puede observar bien desde latitudes tropicales boreales, siendo circumpolar en gran parte del hemisferio sur. Sus cuatro estrellas, dos grupos de dos estrellas de Vela y Carina, eran ya conocidas por las grandes civilizaciones de la antigüedad ya que, debido a la precesión de los equinoccios, estas estrellas estaban por encima del horizonte en muchas tierras en torno al mar Mediterráneo.

## Características
Las estrellas que forman el asterismo son κ Velorum y δ Velorum, al norte, y Aspidiske (ι Carinae) y Avior (ε Carinae), al sur. Son estrellas de distinto color y tipo espectral, siendo azul la primera, blanco-amarillas las dos siguientes y anaranjada la última. La Vía Láctea pasa en medio del asterismo, en un tramo oscurecido por polvo interestelar, pero rico en objetos como cúmulos abiertos, destacando IC 2391, visible hacia el noroeste.